# ۱۹۶۰

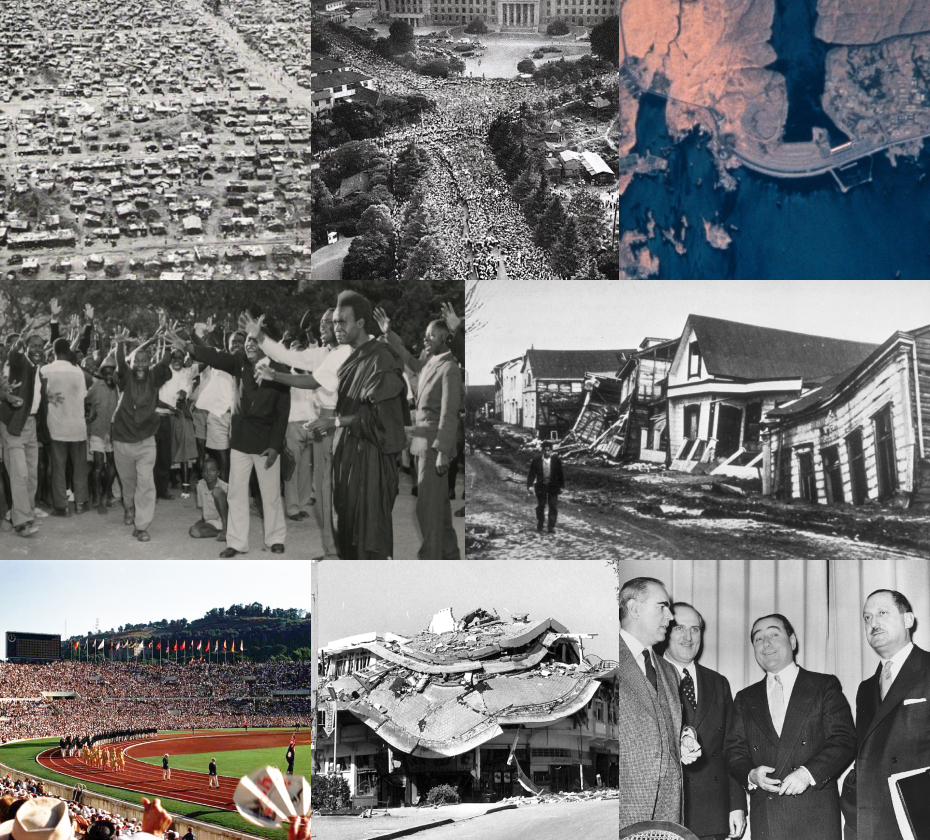
رویدادهای مهم سال ۱۹۶۰

سال ۱۹۶۰ سالی است که از روز جمعه آغاز شد و در اعداد یونانی آن را با MCMLX نشان می‌دهند.

## رویدادها
- ۱ ژانویه - استقلال کامرون از فرانسه.
- ۲۱ ژانویه – ایران به ۱۷ استان و ۱۴۸ شهرستان تقسیم می‌شود.
- ۱۱ فوریه: ۱۲ سرباز هندی در مرز چین کشته شدند.
- ۱۳ فوریه: فرانسه تشکیلات هسته‌ای خود را امتحان کرد.
- ۳ مارس: الویس پریسلی بعد از ۲ از آلمان به خانه خود بازگشت.
- ۶ مارس: آمریکا اعلام کرد که ۳۵۰۰ سرباز را به جنگ ویتنام فرستاده‌است.
- ۲۴ آوریل – لار به سبب زلزله شدید ویران می‌شود.
- ۲۰ ژوئن: استقلال مالی و سنگال
- ۱۹ ژوئیه – تهران - فرستنده سد کیلوواتی موج کوتاه رادیو ایران گشوده می‌شود.
- ۲۶ ژوئیه – تهران - گسسته شدن مناسبات دیپلماتیک ایران و مصر
- ۳ اوت – خارک - نخستین شاه لوله نفتی زیر دریایی که ۳۳ کیلومثر درازای آن است و پایانه گچساران را تغذیه می‌کند آغاز به کار می‌کند.
- ۱۱ اوت: استقلال چاد
- ۱۹ اوت: جنگ سرد در مسکو
- ۲۰ اوت: جدایی استقلال سنگال از مالی
- ۹ سپتامبر – بغداد - ایران و کویت و عربستان سعودی و ونزوئلا به همراه کشور میزبان عراق اوپک را بنیان می‌نهند.
- ۱ اکتبر - استقلال نیجریه از بریتانیا.
- ۶ اکتبر - شروع استفاده تجاری از Ascii
- ۱۵ نوامبر: راکت پولاریس امتحان شد.

## زادروزها
- ۲۸ مارس: اریک امانوئل اشمیت نویسنده، نمایش‌نامه‌نویس و فیلسوف فرانسوی
- ۸ مه: فرانکو بارزی (فوتبالیست)
- ۱۰ اوت: آنتونیو باندراس (بازیگر اسپانیایی)
- ۱۷ اوت: شان پن (بازیگر آمریکایی)
- ۵ نوامبر: تیلدا سوئینتون (بازیگر انگلیسی)
- ۳۰ اکتبر - دیگو مارادونا: فوتبالیست مشهور سابق و مربی فوتبال آرژانتینی.
- ۳۱ اکتبر – تهران - رضا پهلوی فرزند محمدرضا پهلوی شاه رژیم سابق ایران.
- ۱۳ ژانویه – کوین اندرسون (هنرپیشه)، بازیگر آمریکایی
- ۲۰ ژانویه – ویل رایت، دانشمند علوم کامپیوتر آمریکایی
- ۲۲ ژانویه – مایکل هاتچنس، خواننده و بازیگر استرالیایی (د. ۱۹۹۷)
- ۸ فوریه – بنیگنو آکینو، سیاست‌مدار فیلیپینی
- ۲۷ فوریه – اندرس گومز، بازیکن تنیس اهل اکوادور
- ۱۱ آوریل – جرمی کلارکسون، مجری تلویزیونی، ژورنالیست، تهیه‌کننده، و نویسنده انگلیسی
- ۱۳ آوریل – رودی فولر، بازیکن فوتبال آلمانی
- ۱۵ آوریل – سوزان بیر، فیلمنامه‌نویس، تهیه‌کننده، و کارگردان دانمارکی
- ۲۲ آوریل – تاتیانا تامبزن، بازیگر آمریکایی
- ۳ مه – ایمی استیل (هنرپیشه زن)، بازیگر و مدل آمریکایی
- ۲۰ مه – جان بیلینگزلی، بازیگر آمریکایی
- ۲۱ مه – جفری دامر، جفری دامر (د. ۱۹۹۴)
- ۲۳ مه – لیندن اشبی، بازیگر آمریکایی
- ۲۵ مه – ایمی کلاوبشار، سیاست‌مدار و وکیل آمریکایی
- ۴ ژوئن – بردلی والش، بازیکن فوتبال و کمدین بریتانیایی
- ۶ ژوئن – استیو وای، گیتاریست آمریکایی
- ۱۷ ژوئن – توماس هادن چرچ، بازیگر آمریکایی
- ۲۲ ژوئن – داگلاس کیمبل، ورزشکار واترپلو اهل ایالات متحده آمریکا
- ۵ ژوئیه – پروییت تیلور وینس، بازیگر آمریکایی
- ۷ ژوئیه – کوین ای. فورد، فضانورد آمریکایی
- ۱۵ ژوئیه – کیم آلکسیس، بازیگر و مدل آمریکایی
- ۳۰ ژوئیه – ریچارد لینکلیتر، فیلمنامه‌نویس و کارگردان آمریکایی
- ۷ اوت – دیوید دوکاونی، بازیگر، نویسنده، و کارگردان آمریکایی
- ۱۴ اوت – سارا برایتمن، خواننده-ترانه‌سرا، بازیگر، خواننده، رقاص، و خواننده اپرا انگلیسی
- ۲۳ اوت – کریس پاتر (بازیگر)، بازیگر کانادایی
- ۱ سپتامبر – جوزف ویلیامز (نوازنده)، آهنگساز و خواننده آمریکایی
- ۴ سپتامبر – دیمون وینز، بازیگر و فیلمنامه‌نویس آمریکایی
- ۱۰ سپتامبر – کالین فرث، بازیگر بریتانیایی
- ۲۱ سپتامبر – دیوید جیمز الیوت، بازیگر کانادایی
- ۲۸ سپتامبر – جنیفر راش، خواننده آمریکایی
- ۳۰ سپتامبر – بلانش لینکلن، سیاست‌مدار آمریکایی
- ۵ اکتبر – کاره‌کا (بازیکن فوتبال)، بازیکن فوتبال برزیلی
- ۱ نوامبر – تیم کوک، هنرمند آمریکایی
- ۱۱ نوامبر – استنلی توچی، تهیه‌کننده، بازیگر، و کارگردان آمریکایی
- ۱۸ نوامبر – کیم وایلد، خواننده بریتانیایی
- ۱ دسامبر – کارول آلت، بازیگر و مدل آمریکایی

## درگذشت‌ها
- ۴ ژانویه: آلبر کامو نویسنده و برنده جایزه نوبل ادبیات
- ۱ ژانویه – مارگارت سولاوان، بازیگر آمریکایی (ز. ۱۹۰۹)
- ۳ ژانویه – ویکتور شوستروم، فیلمنامه‌نویس، بازیگر، و کارگردان سوئدی (ز. ۱۸۷۹)
- ۲۵ ژانویه – دیانا باریمور، بازیگر آمریکایی (ز. ۱۹۲۱)
- ۷ فوریه – ایگور کورچاتوف، فیزیک‌دان روسی (ز. ۱۹۰۳)
- ۴ مارس – لنرد وارن، موسیقی‌دان و خواننده آمریکایی (ز. ۱۹۱۱)
- ۲۶ مارس – ایان کیت، بازیگر آمریکایی (ز. ۱۸۹۹)
- ۱۷ آوریل – ادی کوچران، گیتاریست و خواننده آمریکایی (ز. ۱۹۳۸)
- ۲ مه – کاریل چسمان، نویسنده آمریکایی (ز. ۱۹۲۱)
- ۲۳ مه – ژرژ کلود، شیمی‌دان، فیزیک‌دان، و مهندس فرانسوی (ز. ۱۸۷۰)
- ۳۱ مه – والتر فونک، بانکدار، ژورنالیست، اقتصاددان، و سیاست‌مدار آلمانی (ز. ۱۸۹۰)
- ۱۴ ژوئیه – موریس د برلی، فیزیک‌دان فرانسوی (ز. ۱۸۷۵)
- ۲۹ ژوئیه – حسن ساکا، سیاست‌مدار اهل ترکیه (ز. ۱۸۸۵)
- ۵ اوت – آرتور میین، سیاست‌مدار، وکیل، و دیپلمات کانادایی (ز. ۱۸۷۴)
- ۱۱ اکتبر – ریچارد کرامول (هنرپیشه)، بازیگر آمریکایی (ز. ۱۹۱۰)
- ۳۱ اکتبر – هارولد ال دیویس، نویسنده آمریکایی (ز. ۱۸۹۴)
- ۷ نوامبر – ای. پی. کارتر، خواننده-ترانه‌سرا، موسیقی‌دان، و خواننده آمریکایی (ز. ۱۸۹۱)
- ۱۳ نوامبر – ادوارد پلو کوینان، نظامی اهل بریتانیا (ز. ۱۸۸۵)
- ۱۶ نوامبر – کلارک گیبل، بازیگر آمریکایی (ز. ۱۹۰۱)